# Frédéric Bazille
Jean Frédéric Bazille (6. prosinca 1841. – 28. studenog 1870.) je bio francuski impresionistički slikar koji je u svojim najvažnijim slikama prikazivao figuru u pejzažu naslikanom u pleneru.

## Život i djelo
Frédéric Bazille je rođen u Montpellieru, pokrajina Hérault, Languedoc-Roussillon, u Francuskoj, u imućnoj protestantskoj obitelji. Vidjevši neke slike Delacroixa, počeo se zanimati za slikarstvo i njegova obitelj se složila da mu omogući studij slikarstva samo ako uz to studira i medicinu.
Studij medicine je otpočeo 1859. god., a preselio se u Pariz 1862. god. gdje je nastavio studije. Tu je upoznao Renoira i Sisleya koji su ga privukli impresionističkom slikarstvu.  Nakon što je pao na medicinskom ispitu 1864. god., posvetio se samo slikarstvu. Njegovi bliski prijatelji bili su Claude Monet, Alfred Sisley i Édouard Manet. Bazille je bio iznimno darežljiv prema svojim siromašnim kolegama i često im je ustupao prostor u svom ateljeu, pa čak i boje za slikanje. Sa samo 23 godine naslikao je nekoliko svojih najboljih slika kao što su Roza haljina (portret njegove rodice Thérèse des Hours ispred osunčanog pejzaža iz oko 1864., Musée d'Orsay, Pariz) ili njegova najpoznatija slika, Obiteljski skup iz 1867. – 1868. (Musée d'Orsay, Pariz).
Frédéric Bazille se prijavio u postrojbu Zouave u kolovzu 1870. god., samo mjesec dana nakon izbijanja francusko-pruskog rata. Dana 28. kolovoza iste godine učestvovao je u bitci kod Beaune-la-Rolandea, kada je njegov zapovjednik ozlijeđen, te je on preuzeo zapovjedništvo postrojbom i poveo napad na njemačke položaje. Pogođen je dvaput i preminuo je na bojnom polju napunivši samo 29 godina. Njegov otac je doputovao na bojno polje i uzeo njegovo tijelo kako bi ga tjedan kasnije pokopao u njegovom rodnom Montpellieru.
- Roza haljina (pogled na Castelnau-le-Lez, Hérault), 1864., ulje na platnu, 147 × 110 cm, Musée d'Orsay, Pariz.
- Portret Renoira, 1867.
- Bazilleov atelje u ulici Rue de la Condamine 9., 1870.
- Obiteljski skup, 1868., ulje na platnu, d'Orsay.